# Острівка (Новоукраїнський район)
Острі́вка — село в Україні, у Ганнівській сільській громаді Новоукраїнського району Кіровоградської області. Населення становить 22 особи.

## Населення
За переписом населення України 2001 року в селі мешкало 58 осіб. 100 % населення вказало своєю рідною мовою українську мову.
Щороку населення в селі зменшується.
Ось жителі які проживають в цьому селі на 2009 рік: Дримченко Євгенія і Михайло, Маслюкові Поліна і Микола, Шматко Олександр і Євгенія, Дримченко Олександра і Маслюков Сергій, Шендюх Марія, Правник Ярина, Запорожець Валентина і Анатолій, Горбинчук Надія і Михайло, Мирошніченко Катерина і Микола, Кедич Микола і Ганна, Шендюх Варвара і Анатолій, Серкибай Марія і Григорій.